# Ranvikholmen
La réserve naturelle de Ranvikholmen  est une réserve naturelle norvégienne  qui est située dans la municipalité de Asker dans le comté d'Akershus.

## Description
La réserve naturelle est située sur l'îlot de Ranvikholmen directement à l'ouest de la réserve naturelle de Tofteholmen (sur l'îlot de Tofteholmen), au sud de la ville de Tofte.
L'ensemble de Ranvikholmen est protégé pour prendre soin de la flore, de la faune et de la géologie de l'îlot, ainsi que des zones de nidification pour les oiseaux marins. Certaines parties de l'île sont constituées de gabbro rocheux, ainsi que de roches sédimentaires qui, lorsqu'elles sont altérées, fournissent un bon sol pour les plantes.
Une colonie de phoques communs vit sur Tofteholmen, Ramvikholmen et Mølen.